# Joost Dobbe
Joost Dobbe (Den Helder, 12 november 1981) is een Nederlandse singer-songwriter uit Haarlem. 

## Biografie
Dobbe begon op zijn zestiende als straatmuzikant in de Kop van Noord-Holland. In 2003 won hij de NHD Popprijs van het Noordhollands Dagblad in de categorie 'beste singer-songwriter'. Hierna tekende hij bij het Alkmaarse label AG Music, waarbij het debuutalbum Treat you in 2006 landelijk werd uitgebracht. Van dit album stond de single Spectator enkele maanden in de top 100. In 2009 ging Dobbe als zelfstandig artiest verder en bracht in eigen beheer het album Time will tell uit. In 2008 en 2009 trad Dobbe als muzikale gast op in het theaterprogramma Rechtstreeks sprankelend van Paul Haenen.
Naast zijn solocarrière speelt Dobbe in de band Sway en coverband Awesome. In 2017 en 2018 speelt hij bij de band Pure 99 als onderdeel van een landelijke theatertour.

## Discografie

### Albums
- Treat you (2006)
- Time will tell (2009)
- Times like these (2012)

### Ep's
- Tropical flavour (2017)

### Singles
| Single met eventuele hitnotering(en) in de Nederlandse Top 40 | Datum van verschijnen | Datum van binnenkomst | Hoogste positie | Aantal weken | Opmerkingen                 |
| ------------------------------------------------------------- | --------------------- | --------------------- | --------------- | ------------ | --------------------------- |
| Spectator                                                     | 2006                  | -                     |                 |              | Nr. 82 in de Single Top 100 |
| Simon's place                                                 | 2007                  | -                     |                 |              |                             |
| Heartbeat                                                     | 2017                  | -                     |                 |              |                             |